# Fudbalski klub Rudar Pljevlja
Il Fudbalski klub Rudar Pljevlja, conosciuto anche come Rudar, è una società calcistica montenegrina di Pljevlja. Milita nella Druga crnogorska fudbalska liga, la seconda divisione del campionato montenegrino di calcio.
Fondato nel 1920, ha assunto il nome attuale nel 1955. Dal 2006 ha militato nella massima serie montenegrina. Nel 2007 ha vinto la prima edizione della Coppa del Montenegro, battendo in finale il Sutjeska. Si è aggiudicato in totale 2 campionati nazionali e 4 Coppe del Montenegro. Nel 2010 ha avuto accesso per la prima volta ad una competizione internazionale, il primo turno della UEFA Champions League 2010-2011. La squadra ha poi battuto il Tre Fiori (3-0 e 4-1), accedendo così alla seconda fase, nella quale è stata battuta doppiamente(1-0 e 4-0) dalla squadra bulgara del Liteks Loveč.
Nel 2012 fu sconfitta in finale di coppa nazionale dal Čelik Nikšić.

## Stadio
Lo stadio Gradski, che ospita le partite interne, ha una capacità di 10.000 spettatori.

## Palmarès

### Competizioni nazionali
- Crnogorska republička liga: 2

1957-1958, 1965-1966
- Campionato montenegrino: 2

2009-2010, 2014-2015
- Coppa del Montenegro: 4

2006-2007, 2009-2010, 2010-2011, 2015-2016
- Treća Liga: 1

1991-1992 (girone sud)
- Druga liga SR Jugoslavije: 1

2000-2001 (girone sud)

### Altri piazzamenti
- Campionato montenegrino:

Secondo posto: 2011-2012
Terzo posto: 2010-2011, 2015-2016
- Coppa del Montenegro:

Finalista: 2010-2011, 2011-2012
Semifinalista: 2007-2008, 2008-2009, 2016-2017, 2023-2024
- Druga liga SR Jugoslavije:

Terzo posto: 1992-1993

## Statistiche e record

### Statistiche nelle competizioni UEFA
Tabella aggiornata alla fine della stagione 2018-2019.
| Competizione                  | Partecipazioni | G  | V | N | P | RF | RS |
| ----------------------------- | -------------- | -- | - | - | - | -- | -- |
| UEFA Champions League         | 2              | 6  | 2 | 1 | 3 | 7  | 7  |
| Coppa UEFA/UEFA Europa League | 6              | 14 | 1 | 4 | 9 | 9  | 23 |